# Motorenfabrik Oberursel

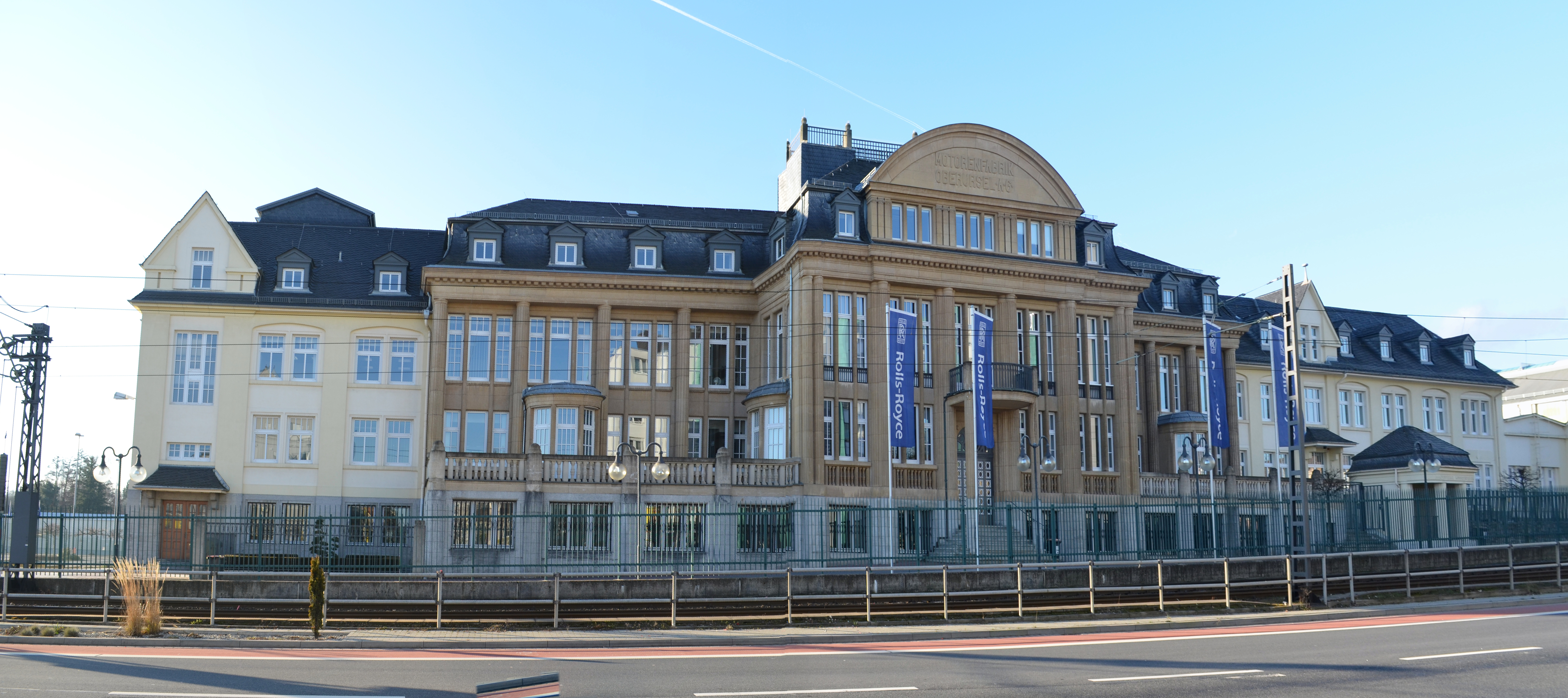
Motorenfabrik Oberursel, Hauptgebäude (2013)

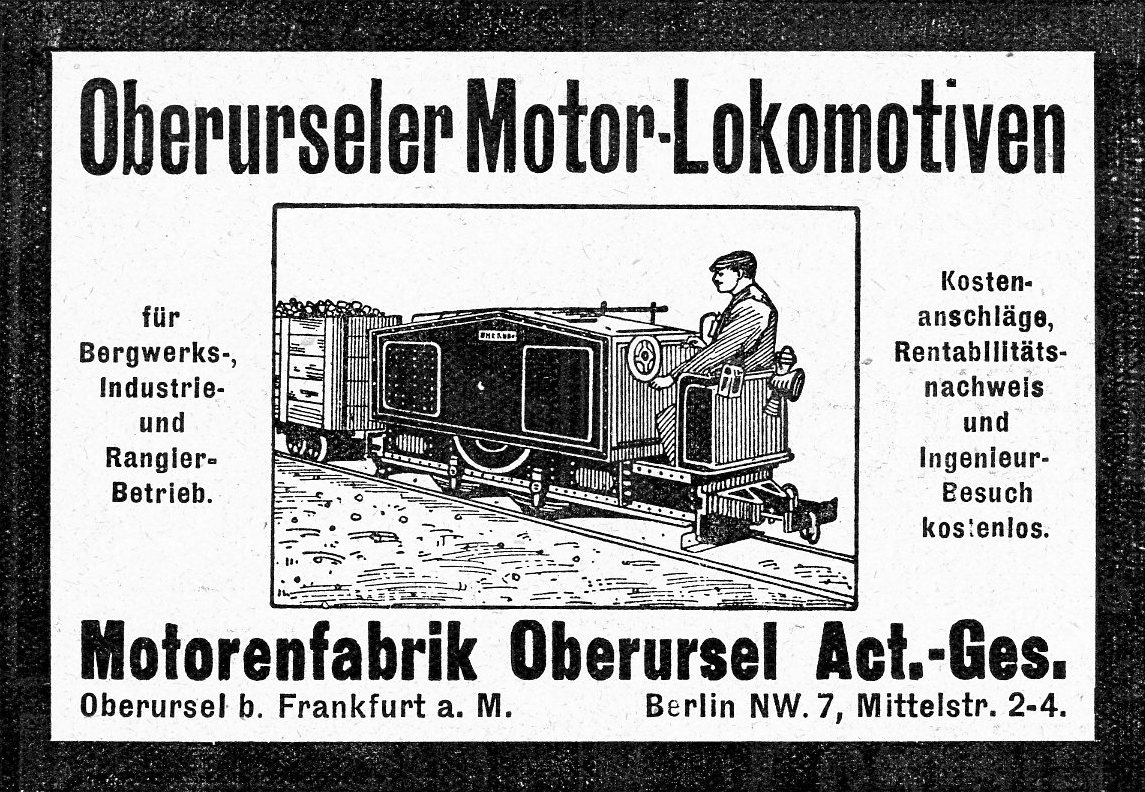
Werbung für Oberurseler Motor-Lokomotiven aus dem Jahr 1911

Die Motorenfabrik Oberursel (abgekürzt MO) ist heute ein Produktionswerk für komplexe Triebwerksbauteile der Rolls-Royce Deutschland Ltd & Co KG in Oberursel. Die MO wurde 1892 als „W. Seck & Co“ gegründet, war von 1898 bis 1930 eine Aktiengesellschaft, hatte danach verschiedene Eigentümer; von der MO und den Nachfolgeeigentümern wurden Kolbenmotoren und Gasturbinen zum Antrieb von Land-, See-, Schienen- und Luftfahrzeugen hergestellt, bis in die 1920er Jahre auch Feldbahnlokomotiven.

## Vorgeschichte
Die Geschichte der Motorenfabrik Oberursel geht auf Wilhelm Seck zurück, der im März 1882, gemeinsam mit seiner Ehefrau Adelgunde, in Oberursel im Taunus das Anwesen der früheren Wiemersmühle mit dem Urselbach als Betriebskraft kaufte und hier eine Zweigniederlassung seiner Bockenheimer Mühlenbauanstalt Gebrüder Seck & Co. aufbaute. In seiner mit umfangreichen Baumaßnahmen geschaffenen Fabrik stellte Seck vor allem Walzenstühle her, die damals die jahrhundertelang üblichen Mahlgänge in den Getreidemühlen ablösten. Diese Fertigung benötigte, anders als die überwiegend mit angelernten Kräften auskommenden Oberurseler Textilfabriken, gelernte Facharbeiter. Diese brachte Wilhelm Seck zum Teil aus Bockenheim mit, er griff aber auch auf Oberurseler Handwerker zurück. Schon zwei Monate nach Erwerb des Anwesens stellte er die ersten Schlosserlehrlinge ein. Sein Betrieb war die erste in industriellen Produktions- und Organisationsformen arbeitende Maschinenbaufabrik in Oberursel und begründete außerdem die Ausbildung einer Facharbeiterschaft in der Stadt. Diese Aufwertung der Industrie führte mit den verbesserten Verkehrs- und Nachrichtenverbindungen auch dazu, dass sich eine die Fabriken tragende, technische und kaufmännische Führungsschicht bildete, die sich in der aufstrebenden Stadt Oberursel ansiedelte und deren Attraktivität anwachsen ließ. Als Wilhelm Seck 1886 seine Firma nach Darmstadt verlegte, fiel das Oberurseler Werk zunächst in einen Dornröschenschlaf, bis im Jahr 1890 Willy Seck, der älteste Sohn der Secks, hier auftauchte.

## 1892 – Die Gründung der Motorenfabrik Oberursel
Nach seinem Maschinenbau-Studium setzte Willy Seck in der Oberurseler Maschinenfabrik seines Vaters die Entwicklung eines einzylindrigen Stationärmotors fort, den er, wegen seiner stabilen und gedrungenen Bauweise, GNOM taufte. Dieser mit Solaröl (ein aus Braunkohle gewonnener Kraftstoff), Gas oder Petroleum arbeitende Motor wurde Ende des Jahres 1891 der Öffentlichkeit präsentiert. Für dessen Bau und die weitere Entwicklung gründete Wilhelm Seck die Motorenfabrik Oberursel unter dem Firmennamen „W. Seck & Co“. Das Königliche Amtsgericht in Homburg legte den Gesellschaftsbeginn und damit das Gründungsdatum auf den 15. Januar 1892 fest. Der vor allem in der Landwirtschaft und beim Kleingewerbe auf großes Interesse stoßende Motor fand guten Absatz und räumte auf den seinerzeit wichtigen Ausstellungen viele Preise und Medaillen ab. Nach dem Tod des Firmengründers Wilhelm Seck wurde das Unternehmen im Januar 1896 in eine GmbH umgewandelt. Zu dem Zeitpunkt hatte man bereits eintausend Gnom-Motoren produziert, ebenso die ersten „Lokomobile“, und der Franzose Louis Seguin hatte schon die Lizenz für den Bau und Vertrieb des Motors in Frankreich erworben. In diese Zeit fiel auch die Entwicklung von Schiffswinden, die auf den damals ihre Blütezeit erlebenden Großseglern der Hamburger Reederei F. Laeisz wie z. B. ab 1897 auf den Vollschiffen Parchim und Palmyra bis zu Priwall und Padua 1926 Oberurseler Motoren in alle Welt brachten.
Der umtriebige Willy Seck wollte auch einen „Motorwagen“ entwickeln, dies verwehrten ihm allerdings seine Mitgesellschafter, und so verließ Willy Seck die Motorenfabrik und Oberursel im Frühjahr 1898. Er setzte seine Ingenieurslaufbahn mit der Entwicklung verschiedener, meist nur kurzlebiger Automobiltypen fort und wandte sich dann neuen Aufgaben, insbesondere der Motorzündung und der Gemischbildung, zu. 1955 verstarb er in bescheidenen Verhältnissen in Berlin-Wilmersdorf. Willy Secks Ausstieg als Anteilseigner aus der Motorenfabrik war einer der Anstöße zur Wandlung der Firma in eine Aktiengesellschaft. Im Jahr 1900 nahm die Motorenfabrik den Bau von Motorlokomotiven auf, die sich bald einen bedeutenden Namen bei den Tunnelbauprojekten in den Alpen machen konnten. Auch als Gruben-, Rangier-, Werk- und Feldbahnlokomotiven fanden sie breite Verwendung. Allein im Ersten Weltkrieg wurden etwa 700 Heeresfeldbahnlokomotiven produziert. Mit insgesamt etwa 2.000 bis 1922 gebauten Exemplaren stieg die Motorenfabrik zum zweitgrößten Hersteller in Deutschland nach der Gasmotorenfabrik Deutz auf. Anfangs waren viele dieser Lokomotiven mit Spiritusmotoren ausgestattet, bei deren Einführung die Motorenfabrik Oberursel ab 1899 eine Vorreiterrolle in Deutschland eingenommen hatte. Die Verwendung von Spiritus als Kraftstoff wurde seinerzeit stark vom Staat gefördert, der damit den Branntweinkonsum eindämmen wollte.

## 1912 – Eine neue Fabrik entsteht

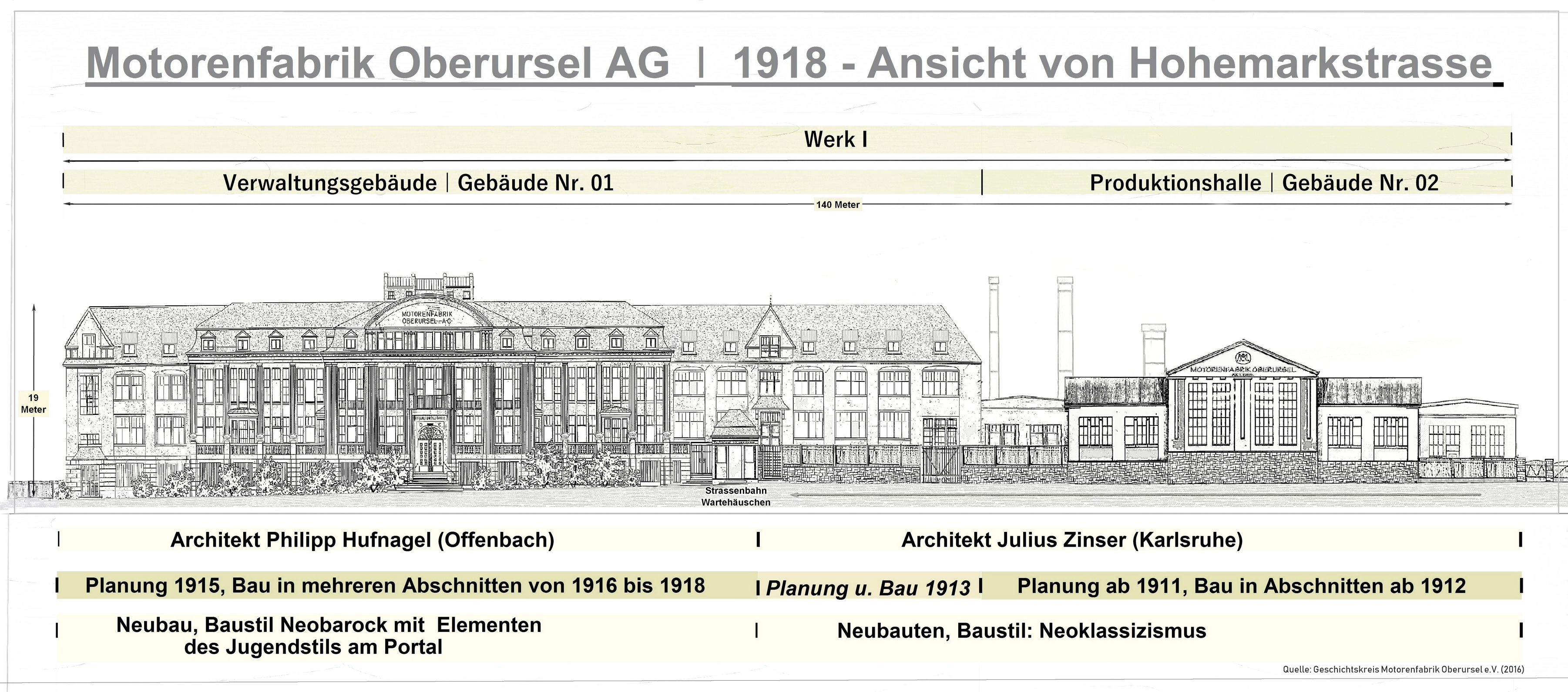
1918 – Die das Stadtbild prägende Fassade der Motorenfabrik Oberursel

Mit dem wachsenden Geschäft waren die Baulichkeiten der auf das Jahr 1882 zurückgehenden Fabrik immer wieder erweitert worden. 1911 waren diese Möglichkeiten ausgeschöpft und unterhalb des bisherigen Werks wurde der Grundstein für einen neuen Fabrikkomplex gelegt. Der 1912 in Betrieb genommenen „Dieselmotorenhalle“ folgte 1913 der daran angebaute Trakt der Flugmotorenhalle. Bis 1918 entstanden weitere Hallentrakte und das eindrucksvolle neue Verwaltungsgebäude. Dieses Gebäudeensemble, das bis heute das Bild der Motorenfabrik prägt, wurde 1980 zum Kulturdenkmal erklärt. Architekten des Gebäudeensemble waren Julius Zinser (Karlsruhe) und Philipp Hufnagel (Offenbach).

## Die Flugmotoren im Ersten Weltkrieg – Aufstieg und Fall der Motorenfabrik
Im April 1913 erwarb die Oberurseler Motorenfabrik die Lizenz zum Nachbau und zur Vermarktung der erfolgreichen französischen Gnome-Umlaufmotoren von der Société des Moteurs Gnome der Gebrüder Seguin in Frankreich. Bei einem der Brüder handelt es sich um jenen Louis Seguin, der den Aufschwung seiner 1895 gegründeten Firma dem Bau der von Seck lizenzierten Gnom-Stationärmotoren zu verdanken hatte. Bald danach brach der Erste Weltkrieg aus, und die rasante Entwicklung der Militärfliegerei führte zu einem tiefgreifenden Wandel in der Motorenfabrik Oberursel. Bis Ende 1918 produzierte das Werk etwa 3.000 „Oberurseler Umlaufmotoren“, wobei es sich um eine Weiterentwicklung des französischen Gnome handelte. Der damals in Deutschland tätige Flugzeughersteller Anthony Fokker erwarb 1916 ein Sechstel der Gesellschaftsanteile der Motorenfabrik Oberursel AG, mit deren Umlaufmotoren ein Großteil seiner Jagdflugzeuge ausgestattet waren.
Am bekanntesten wurde der Oberurseler Neunzylinder-Motor UR-II im Fokker Dreidecker Dr I. Mit diesem Dreidecker errang Manfred Freiherr von Richthofen, der erfolgreichste deutsche Jagdflieger im Ersten Weltkrieg, 19 seiner insgesamt 80 Luftsiege, bis er am 21. April 1918 an der Somme abgeschossen wurde. Zusätzlich zu den etwa 3.000 neu gebauten Motoren wurde eine wohl kaum geringere Anzahl im Werk überholt. Annähernd 5.000 Soldaten besuchten die im Werk eingerichtete Motorenschule, wo sie in einem jeweils vierwöchigen Lehrgang in den Betrieb und die Instandsetzung der Oberurseler Flugmotoren eingewiesen wurden.
In den schwierigen Zeiten nach dem Ersten Weltkrieg gelang es der Motorenfabrik Oberursel nicht, an die früheren Verkaufserfolge ihrer Motoren und Maschinen für den zivilen Einsatz anzuknüpfen. Den Niedergang konnte auch ein kleiner Einbaumotor für Fahrräder, der „Oberurseler Gnom“, nicht aufhalten. Aus ihm entstanden danach die Motoren der legendären Motorradmarke HOREX in der Nachbarstadt Bad Homburg. Wegen ihrer wirtschaftlichen Probleme ging die Motorenfabrik Oberursel Ende 1921 notgedrungen eine Interessengemeinschaft mit der älteren und wesentlich größeren Motorenfabrik Deutz in Köln-Deutz ein.

## 1922 bis 1945 – Die fast vergessenen Motoren
In dem mittlerweile von der Motorenfabrik Deutz beherrschten Unternehmen wurden fortan fast ausschließlich Motoren aus dem Deutzer Programm produziert – wenige Bautypen, dafür in großen Stückzahlen. Ausnahme blieb der LKW-Motor Modell 35, aus dem die erfolgreiche Familie der Deutzer Aggregate- und Fahrzeugmotoren hervorgehen sollte. Die Mitte der 1920er Jahre eingeführte Fließfertigung machte Oberursel bald zum ertragsstärksten Werk in der neuen Unternehmensgruppe. Im Jahr 1930 erlosch die bisher formal noch bestehende Motorenfabrik Oberursel AG, sie ging als „Werk Oberursel“ vollständig in der 1930 aus der Fusion der Gasmotorenfabrik mit dem ebenso in Köln ansässigen Lokomotivbauer Maschinenbauanstalt Humboldt entstandenen Humboldt-Deutzmotoren AG auf. Zwei Jahre später gingen, nachdem hier in einem Jahrzehnt annähernd 20.000 Motoren hergestellt worden waren, sowohl im Werk als auch in der Stadt Oberursel buchstäblich die Lichter aus. Das Werk wurde aufgrund der Auswirkungen der Weltwirtschaftskrise geschlossen. Der Verlust der Gewerbesteuereinnahmen führte unter anderem zum Abschalten der Straßenbeleuchtung in Oberursel und zur Schließung des städtischen Lyzeums in der Oberhöchstädter Straße, in das ein Jahr später die Stadtverwaltung einzog. Sämtliche Fertigungseinrichtungen der Motorenfabrik aber nur wenige der Beschäftigten wurden nach Köln transferiert.
Erst im Mai 1934 konnte der Betrieb in Oberursel wieder aufgenommen werden, und das Werk, das ab 1938 nach einer Fusion der Muttergesellschaft mit den Duisburger Klöckner-Werken zur nunmehrigen Klöckner-Humboldt-Deutz AG (KHD) gehörte, produzierte bis Ende 1944 etwa 60.000 Aggregate- und Fahrzeugmotoren, deren technischer Ursprung in Oberursel lag. Mit den kleineren dieser Motoren wurden die eigenen Schlepper der Firma Deutz – wie der legendäre „11er Deutz“ oder der „Bauernschlepper“ – sowie entsprechende Typen etlicher anderer Hersteller ausgerüstet, welche die Mechanisierung der deutschen Landwirtschaft in den 1930er Jahren vorantrieben.
Zu den fast in Vergessenheit geratenen Motoren zählen auch die DZ 710-Flugmotoren, die ab 1941 in Oberursel entwickelt wurden. Für dieses Entwicklungsprogramm wurde das Werk ab 1941 grundlegend modernisiert und beispielsweise um das Turmprüfstandgebäude erweitert. Anfang Oktober 1943 erfolgte der Erstlauf des etwa 2.700 PS leistenden Sechzehnzylinder-Flugmotors. Die beiden einzigen gefertigten Exemplare wurden von den US-Amerikanern nach dem Zweiten Weltkrieg in die USA abtransportiert, wo sich ihre Spur verliert.

## 1945 bis 1958 – Schwieriger Wiederbeginn
Am 30. März 1945 besetzten US-Truppen die Stadt Oberursel und auch die Motorenfabrik, die sie erst Mitte 1956 wieder räumten. Sie nutzten das Werk als Kaserne und als Fahrzeuginstandsetzungsdepot sowie für die Fahrbereitschaften ihrer im nahegelegenen Camp King stationierten US-Militärgeheimdienste. Die modernen Maschinen und Einrichtungen des Werks waren auf Beschluss des Alliierten Kontrollrats bis Ende 1947 komplett zu Reparationszwecken demontiert und auf über 200 Eisenbahnwaggons vor allem nach Belgien und Frankreich, aber auch bis nach Indien abtransportiert worden. Bereits im Frühjahr 1948 konnte in einem kleinen, den US-Amerikanern abgerungenen Werksbereich mit einer bescheidenen Bauteilefabrikation für das Kölner Stammhaus (Klöckner Humboldt Deutz AG) begonnen werden, die im Jahr darauf in das vor der Zerstörung gerettete Turmprüfstandgebäude umziehen konnte. Hier wuchs der Betrieb mit der Produktion von Bauteilen für Kölner und Ulmer Motoren in immer enger werdenden Verhältnissen bis zur Freigabe des Werks Mitte 1956 wieder auf 300 Beschäftigte an. Aber es sollte noch rund zwei Jahre dauern, bis die abgewirtschafteten Gebäude instand gesetzt waren und die Arbeit dort wieder aufgenommen werden konnte.

## 1958 bis 1990 – Vier Jahrzehnte Kleintriebwerke und Luftfahrtgeräte
Im November 1958 zog die fünf Jahre zuvor in Köln aufgenommene Entwicklung und Fertigung von Abgasturboladern und Kleingasturbinen in das instandgesetzte und geräumige Oberurseler Werk um. Nach der zunächst 80 PS leistenden Industriegasturbine T16 kam es zur Entwicklung der Hilfsgasturbine T112 für das deutsche Senkrechtstartflugzeug VFW-Fokker VAK 191 B. Diese erfolgte anfangs in Kooperation mit Bristol Siddeley, eine Firma die 1966 von Rolls-Royce übernommen wurde. Darauf folgte die Luftlieferturbine T212 für eine Aufklärungsplattform.
Anfang der 1970er Jahre begann die Entwicklung der Hilfsgasturbine T312 und der Verteilergetriebe G119 für das Hilfsenergiesystem des Kampf- und Aufklärungsflugzeugs Tornado, das ab Anfang der 1980er Jahre zum Rückgrat der Luftstreitkräfte Großbritanniens, Italiens und Deutschlands und auch von Saudi-Arabien wurde. Auch heute noch, vier Jahrzehnte nach dem Erstflug eines Tornados, werden dafür noch immer Ersatzteile am Standort Oberursel gefertigt, Geräte instand gesetzt und weitere technisch-logistische Betreuungsleistungen erbracht.
Dem Einzug der Turbinenentwicklung folgte 1959 der Einstieg in die Lizenzfertigung von Luftfahrtantrieben. Am Anfang standen die Fertigungs- und Betreuungsaufträge der Bundeswehr für das Turbostrahltriebwerk Orpheus von Bristol Siddeley. Es folgten weitere Luftfahrttriebwerke, die in Lizenz oder in Kooperation hergestellt, betreut und instand gesetzt wurden. Dazu gehörten das Lycoming-Triebwerk T53 für den Hubschrauber Bell UH-1D, das Triebwerk Larzac 04 für das französisch-deutsche Schulungs- und Aufklärungsflugzeug Alpha Jet, und die Instandsetzung eines Hubschraubertriebwerks mit dem in Oberursel sehr geläufigen Namen Gnome. Dieses Rolls-Royce Gnome Triebwerk wird in Oberursel seit nunmehr vier Jahrzehnten für die Bundesmarine und andere Nutzer betreut.
Als sich KHD, der Welt ältester Verbrennungsmotorenhersteller, Anfang der 1970er Jahre mit den Möglichkeiten der Gasturbine als alternatives Antriebsaggregat für schwere Lastkraftwagen und andere schwere Fahrzeuge zu befassen begann, wirkten Ingenieure aus dem Gasturbinenwerk in Oberursel an vorderster Stelle mit. Den ersten Fahrerprobungen mit einem modifizierten Luftfahrttriebwerk folgten der Einstieg und die Mitarbeit an der Entwicklung der 550 PS starken Fahrzeuggasturbine GT601 in einem Konsortium von vier Gasturbinen- und LKW-Herstellern, die überwiegend in den USA stattfand.
Mitte der 1970er Jahre wurde in Oberursel ein neues Kapitel aufgeschlagen: die Entwicklung eines Strahltriebwerks mit 1.000 Newton Schub für die deutsch-französische Aufklärungsdrohne CL289. Das kleine T117 wurde zum ersten in Deutschland (West) nach 1945 entwickelten und in den Serieneinsatz gegangenen Luftfahrttriebwerk.
Ende der 1970er Jahre kam es innerhalb des Geschäftsbereichs Antriebe der KHD AG zur Bildung der Sparte Gasturbinen, aus der 1980 die KHD Luftfahrttechnik GmbH hervorging.
Die recht betriebsamen 1980er Jahre waren bestimmt von der Herstellung und Betreuung der Triebwerke Larzac in deutsch-französischer Kooperation, der Serienfertigung und Betreuung der Hilfsgasturbine und der Geräteträgergetriebe des Mehrzweckkampfflugzeugs Tornado und von der Geschäfts- und Produktionsbeteiligung an den Triebwerken von CFM International. Hierbei handelt es sich um ein Gemeinschaftsunternehmen der Triebwerkshersteller General Electric und Snecma. Damit schloss sich auch wieder ein Kreis, denn die Snecma war die Nachfolgefirma der Société des Moteurs Gnome der Gebrüder Seguin, die sich ihr Fundament mit dem 1895 aufgenommenen Lizenzbau der Oberurseler Gnom-Motoren geschaffen hatte. Mit dem CFM-Programm wurde Snecma nun zum Steigbügelhalter für die Zukunft der Motorenfabrik Oberursel. Denn mit ihren Qualifizierungen und den Betriebszulassungen der Zivilluftfahrtbehörden erfüllte die Oberurseler KHD Luftfahrttechnik GmbH Ende der 1980er Jahre bestens die Bedingungen der BMW AG für ihren geplanten Wiedereinstieg in das Flugmotorengeschäft.

## 1990 – Mit BMW und Rolls-Royce beginnt eine neue Ära
Im Jahr 1990 übernahm die BMW AG, die 1916 als Flugmotorenhersteller entstanden war, von der ins Trudeln geratenen KHD AG den Standort Oberursel mit dem Geschäft der bisherigen KHD Luftfahrttechnik GmbH. Im gleichen Zug gründeten BMW und der britische Triebwerkshersteller Rolls-Royce die neue Firma BMW Rolls-Royce AeroEngines mit Sitz in Oberursel.
Direkt nach ihrer Gründung begann BMW Rolls-Royce AeroEngines mit der Entwicklung des Kerntriebwerks für die neue Triebwerksfamilie BR700, die 1993 im neu gebauten Entwicklungs- und Montagezentrum im brandenburgischen Dahlewitz fortgesetzt wurde. Das Turbofantriebwerk mit der Typenbezeichnung BR710 erreichte 1996, als erstes deutsches in die zivile Nutzung gegangenes Strahltriebwerk, seine internationale Zulassung. Parallel zur Entwicklung der BR700-Triebwerksfamilie war BRR im Herbst 1993 eine Beteiligung an der Entwicklung einer Hilfsgasturbine für Regionalflugzeuge unter der Führung von Allied Signal in Phoenix eingegangen. Diese APU wurde für die mit den BR710 ausgerüsteten Business-Jets dringend benötigt. BRR Oberursel war für die Entwicklung der Verdichtersektion der APU RE220 verantwortlich, in der letztmals die Oberurseler Radialverdichter-Technologie zum Tragen kam.
Die ersten Boeing-717-Passagierflugzeuge, angetrieben vom schubstärkeren BR715-Triebwerk, kamen ab 1999 zum Einsatz. Ende 1998 zog die Geschäftsführung von BMW Rolls-Royce von Oberursel nach Dahlewitz am südlichen Berliner Ring um. Im Juli 2000 wurde auch der Firmensitz dorthin verlegt.
Als Kompetenzzentrum für Zweiwellentriebwerke innerhalb der Rolls-Royce Gruppe ist der Standort Dahlewitz für die Triebwerksbaureihen BR700, Tay, Spey und Dart verantwortlich. Insgesamt wurden bis Anfang des Jahres 2017 rund 7.000 Triebwerke hergestellt, knapp die Hälfte davon gehörten zur Baureihe BR710, mit denen über 1.600 Langstrecken-Geschäftsflugzeuge der Hersteller Gulfstream und Bombardier ausgerüstet sind.
Auch das Zweiwellen-Triebwerk IAE V2500, das in Kurz- und Mittelstreckenflugzeugen der Typen Airbus A319, A320 und A321 sowie in A319 Corporate Jets zum Einsatz kommt, wird in Dahlewitz endmontiert und getestet, bis Anfang 2017 waren es über 2.100 Stück. Außerdem werden weltweit etwa 8.000 im Dienst befindliche Triebwerke von Dahlewitz aus unterstützt.
Das Werk in Oberursel wurde im Laufe der 1990er Jahre von den neuen Eigentümern grundlegend modernisiert, ausgebaut und in seinen Produktionsfähigkeiten auf die Fertigung komplexer Triebwerkskomponenten ausgerichtet. Zur Auslastung der Produktion wurden ab 1991 mit der Produktion variabler Nockenwellensteuerungen (VANOS) für BMW-Fahrzeuge auch praktische Erfahrungen mit dem Betrieb von Fertigungsinseln gesammelt.

## 2000 – Aus BMW Rolls-Royce AeroEngines wird Rolls-Royce Deutschland
Ein weiterer Schub setzte ein, als Rolls-Royce plc. Anfang des Jahres 2000 das Unternehmen vollständig übernahm. VW hatte 1998 den Fahrzeughersteller Rolls-Royce übernommen, die Namensrechte lagen jedoch beim gleichnamigen Triebwerkshersteller, ob ein Zusammenhang besteht, ist unbekannt.
Der Standort Oberursel der neuen Rolls-Royce Deutschland Ltd. & Co KG wurde seitdem konsequent zum modernen Kompetenzzentrum für die Herstellung rotierender Triebwerksbauteile ausgebaut und ist im global agierenden Rolls-Royce Konzern als wettbewerbsfähiger und kompetenter Produktionsstandort fest etabliert. Mit modernsten Fertigungstechnologien werden hier High-Tech-Komponenten für zahlreiche Rolls-Royce Triebwerksprogramme hergestellt sowie Triebwerksmodule montiert. Der Standort ist zudem Betreuungs- und Instandhaltungszentrum für Kleingasturbinen für verschiedene Anwendungen.

## Die Vorgänger- und Nachfolgefirmen der Motorenfabrik Oberursel A.G.
- 1882: Wilhelm Seck erwirbt die Oberurseler Wiemersmühle und errichtet hier eine Zweigniederlassung der „Mühlenbauanstalt Gebrüder Seck & Co.“ zur Fabrikation von Walzenstühlen.
- 1890: Willy Seck, der Sohn von Wilhelm Seck, beginnt hier mit der Entwicklung des Stationärmotors „GNOM“.
- 1892: Wilhelm Seck gründet 1892 die Motoren-Fabrik Oberursel „W. Seck & Co“.
- 1896: Nach dem Tod des Firmengründers Wilhelm Seck wird die Firma in eine GmbH umgewandelt: Motoren-Fabrik Oberursel „W. Seck & Co. GmbH“.
- 1898: In diesem Jahr erfolgt die Umwandlung in eine Aktiengesellschaft – die „Motorenfabrik Oberursel Actien-Gesellschaft“ (MO AG).
- 1921: Die Motorenfabrik Oberursel AG und die Gasmotorenfabrik Deutz AG begründen eine Interessengemeinschaft, dies führt quasi zum Verlust der Eigenständigkeit der MO AG.
- 1930: Die Motorenfabrik geht in der Humboldt Deutz Motoren AG auf, wird „Werk Oberursel“; die Motorenfabrik Oberursel AG ist aufgelöst.
- 1938: Es erfolgt die Umbenennung in Klöckner Humboldt Deutz (KHD) AG, der Standort heißt jetzt „Klöckner-Humboldt-Deutz AG, Werk Oberursel“.
- 1980: KHD gründet in Oberursel die „KHD Luftfahrttechnik GmbH“.
- 1990: BMW Rolls-Royce GmbH: BMW erwirbt das Werk Oberursel sowie das Geschäft der KHD Luftfahrttechnik und gründet mit Rolls-Royce das Gemeinschaftsunternehmen „BMW Rolls-Royce AeroEngines“.
- 2000: BMW zieht sich aus dem Gemeinschaftsunternehmen zurück. Es erfolgt die Umbenennung in „Rolls-Royce Deutschland Ltd & Co KG“.

## Die Bauten der Motorenfabrik Oberursel im Stadtbild
Zu den eindrucksvolleren der historischen Gebäude der Stadt Oberursel zählt zweifelsohne das Verwaltungsgebäude der Motorenfabrik Oberursel an der Hohemarkstraße.

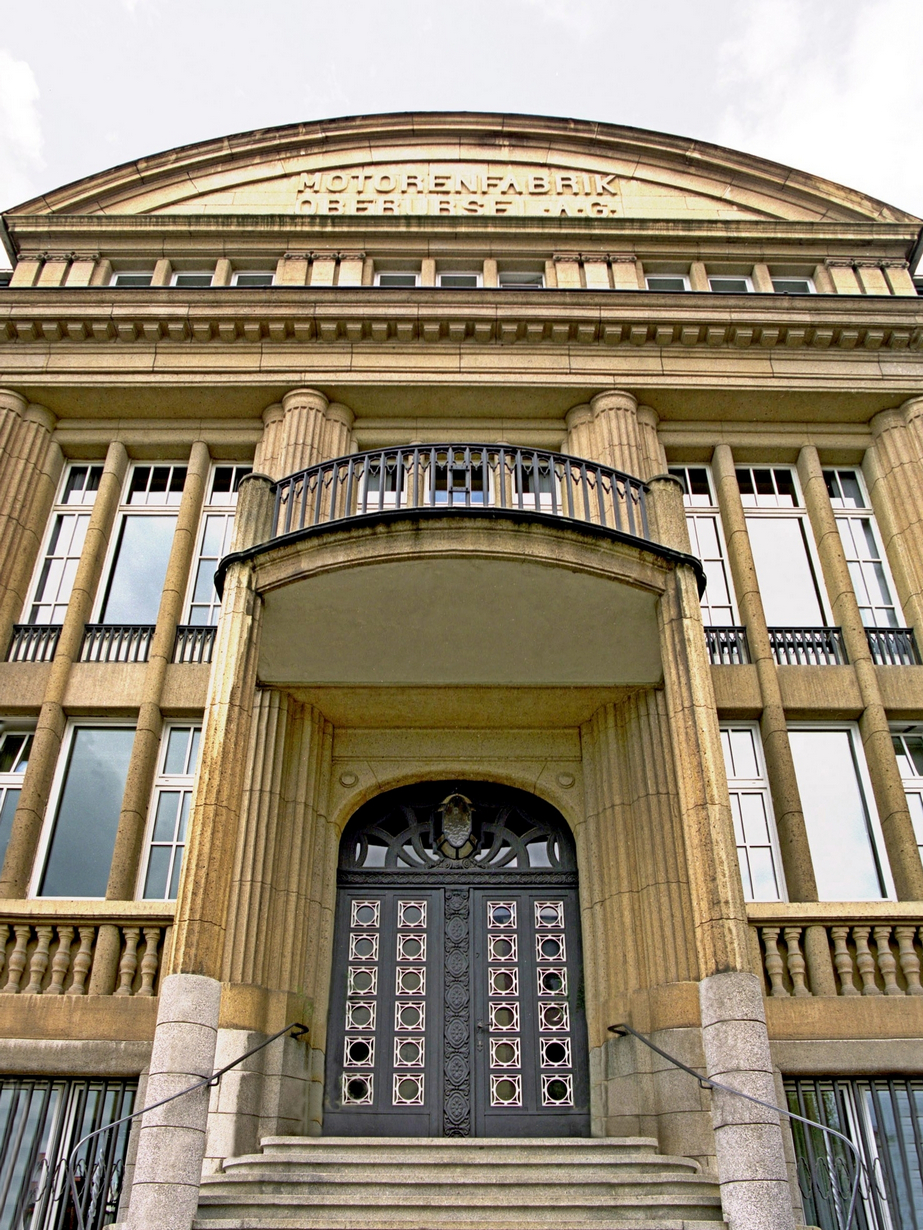
Eingang Verwaltungsgebäude RRD Oberursel

Einhergehend mit der erfolgreichen wirtschaftliche Entwicklung der Motorenfabrik Oberursel wurden auch die Fabrikanlagen stetig erweitert. So ist bereits 1911 mit dem Bau der ersten Werkhalle abseits des Stammwerkes (entstanden aus der früheren Wiemersmühle) begonnen worden.
1913 begann der Bau von Flugzeugmotoren. Der dazu kriegsbedingt bald anwachsende Bedarf hat einen weiteren Ausbau der Fabrikanlagen erforderlich gemacht, wozu auch das eindrucksvolle Verwaltungsgebäude zählt. Diese in den Jahren von 1911 bis 1918 in mehreren Bauabschnitten entstandene Gebäude prägen seitdem das Bild der Motorenfabrik Oberursel.
Gemeinsam mit einer neuen Montierungshalle unterhalb der bisherigen Fabrik ist 1911 eine neue Werkseinfahrt mit einer verzweigten Gütergleisanlage errichtet worden. Die 1912 in Betrieb genommene Werkhalle war schon während der Bauphase deutlich vergrößert worden, und schon 1913 ist daran die Flugmotorenhalle mit den vorgesetzten Betriebsbüros angefügt und in Betrieb genommen worden. Diese Werkhallen sowie der obere Teil des jetzigen Verwaltungsgebäudes entstanden von 1911 bis 1913 nach den Plänen des Karlsruher Architekten Julius Zinser im neoklassizistischen Baustil.
Die ab Mitte 1915 dann entstandenen Erweiterungsbauten zu dieser Werkhalle sowie der Hauptteil des neuen Verwaltungsgebäudes hat hingegen der Offenbacher Architekt Philipp Hufnagel geplant. Auch die 1915 begonnene Umgestaltung und Erweiterung der rechts der Werkseinfahrt gelegenen, im neoklassizistischen Baustil gehaltenen Lagerhallen geht auf Philipp Hufnagel zurück. Die Bauausführung all dieser zwischen 1911 und 1918 errichteten Bauten übertrug man der in Oberursel ansässigen Firma „Baugeschäft“ TAUNUS" J.J. Meister". Der Architekt Hufnagel hat auf Wunsch der Bauherrschaft ein Verwaltungsgebäude mit anspruchsvoller Architektur entworfen. Die Architektursprache ist der Repräsentation verpflichtet, die Fassaden sind im prunkvollen Neobarock mit Elementen des Jugendstils am Portal gestaltet, weshalb wohl der Volksmund das Gebäude auch als „Schauspielhaus Oberursel“ bezeichnet hat.

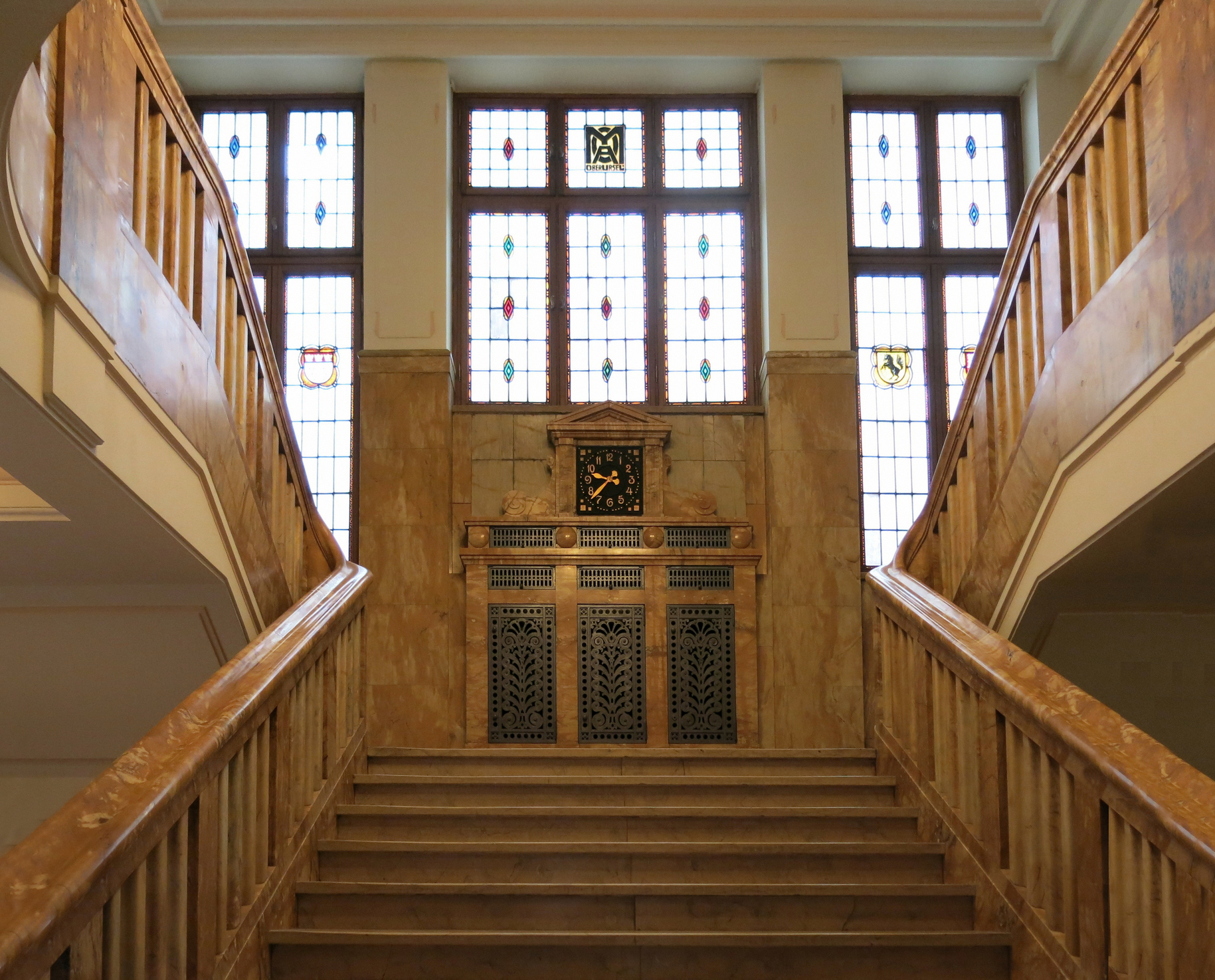
Verwaltungsgebäude: Marmortreppenhaus mit Glaswand und Wappen

Auch im Inneren ist das Verwaltungsgebäude im zentralen Bereich um die Eingangshalle aufwändig und repräsentativ gestaltet worden. Das Marmortreppenhaus mit großer Mosaik-Fensterwand, die vier holzgetäfelten Direktorenbüros und der holzgetäfelte und mit geschnitzten Zierelementen ausgestattete Sitzungssaal im ersten Stock bezeugen das noch heute. Der seinerzeit eingebaute Paternoster-Personenaufzug hat die Zeiten nicht überstanden. Die im Untergeschoss angeordneten Speisesäle und die Küche der Betriebskantine gibt es hier noch immer, sie sind im Laufe der Zeit natürlich mehrfach umgestaltet und modernisiert worden. Auch die ursprüngliche Trennung sowie unterschiedliche Möbilierung der Speiseräume für Direktoren, für Beamte und Beamtinnen (=Angestellte) und für Arbeiter gibt es schon lange nicht mehr.
Das entlang der Hohemarkstraße liegende, über dem Sockelgeschoss zweigeschossig stehende Verwaltungsgebäude mit seinem Schiefer-Mansardwalmdach mit Fenstergauben und dem Belvedere hat eine Bruttogeschossfläche von etwa 5.300 m². Das stilistisch dem Verwaltungsgebäude angepasste Straßenbahnwartehäuschen, ein kleiner Massivbau mit Mansarddach, ist als Einheit mit dem Verwaltungsgebäude errichtet worden. Nach dem zweigleisigen Ausbau der U-Bahn Strecke Ende der 1980 Jahre wurde die Haltestelle „Motorenfabrik“ aufgegeben und durch die Haltestelle „Lahnstrasse“ ersetzt. Das Wartehäuschen hat damit seine ursprüngliche Funktion verloren. Hinter den prachtvollen Fassaden entlang der Hohemarkstraße verbergen sich allerdings einfache und zweckorientierte Industriebauten. Die Gebäude wurden in der damals recht neuen Bautechnik mit Beton, Stahl und Glas und mit einer Kunststeinfassade errichtet, die eine Mauerwerksstruktur aus Natursteinquadern imitiert, im Sockelgeschoss einen grauen Granit, und in den darüber liegenden Geschossen einen Tuffstein mit beige- bis ockerfarbenem Grundton.

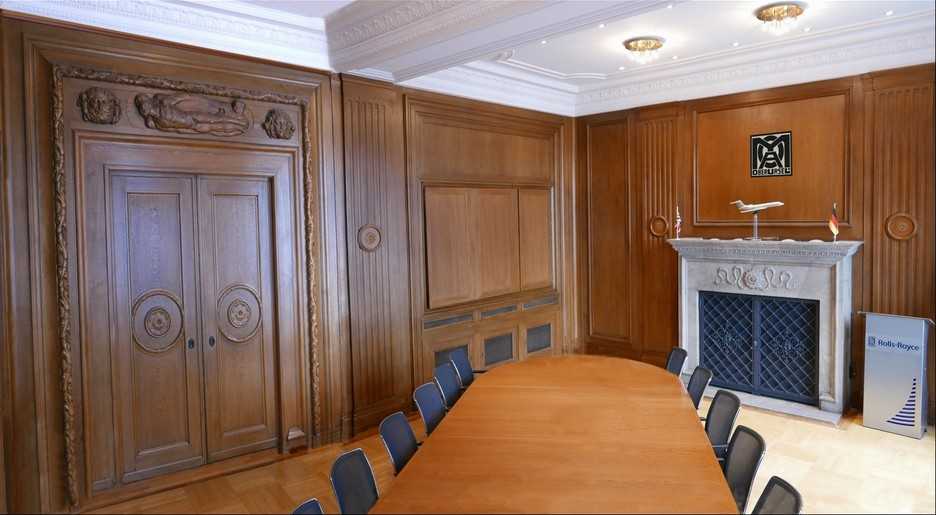
Verwaltungsgebäude – Sitzungssaal mit Holzvertäfelung

Trotz ihrer wechselvollen Geschichte – mit mehrfachen Besitzerwechseln, dem Zweiten Weltkrieg, der Reparationsdemontage der Besetzung und Nutzung durch die US-Army, und trotz immer wieder aufgrund technischer Entwicklungen und sich ändernder Nutzungsanforderungen erforderlichen Umbauten im Innenbereich, hat sich der äußere Anblick der historischen Gebäude der Motorenfabrik während ihrer seither rund ein 100 hundertjährigen Geschichte nur wenig verändert. Sie prägen hier das Stadtbild von Oberursel.
Es ist daher kaum verwunderlich, dass diese von der ehemaligen Motorenfabrik Oberursel AG geschaffenen Bauten bereits 1980 unter Denkmalschutz gestellt worden sind. Die Denkmaleigenschaft wird im amtlichen Denkmalbuch wie folgt beschrieben: „Qualitätsvolles, in der Baugestaltung repräsentatives Verwaltungsgebäude, dessen anspruchsvolle Architekturformen sich in der Einfriedung, dem Straßenbahn Wartehäuschen und der Fassaden Gestaltung der Fabrikationshallen auswirken:“
So wird das heute gesehen und eingeordnet, das war nicht immer so. 1928, also 10 Jahre nach Fertigstellung des Verwaltungsgebäudes hat die Fachwelt das anders beurteilt. In einem Rückblick auf das Wirken des Architekten Philipp Hufnagel heißt es: „Zur Abrundung des Gesamtbildes sind ungeachtet der weitergegangenen Entwicklung auch einige (…) Bauten gezeigt, die, wenn sie uns auch heute geschmacklich fern stehen, doch hohe technische Anforderungen an den Architekten stellen. Dem Nichtfachmann wird es leichter gemacht den Weg zu erkennen, der heraus aus dem als Stilfrage betrachteten Architekturhaus durch den Industriebau zum modernen sachlichen Zweckbau führt.“

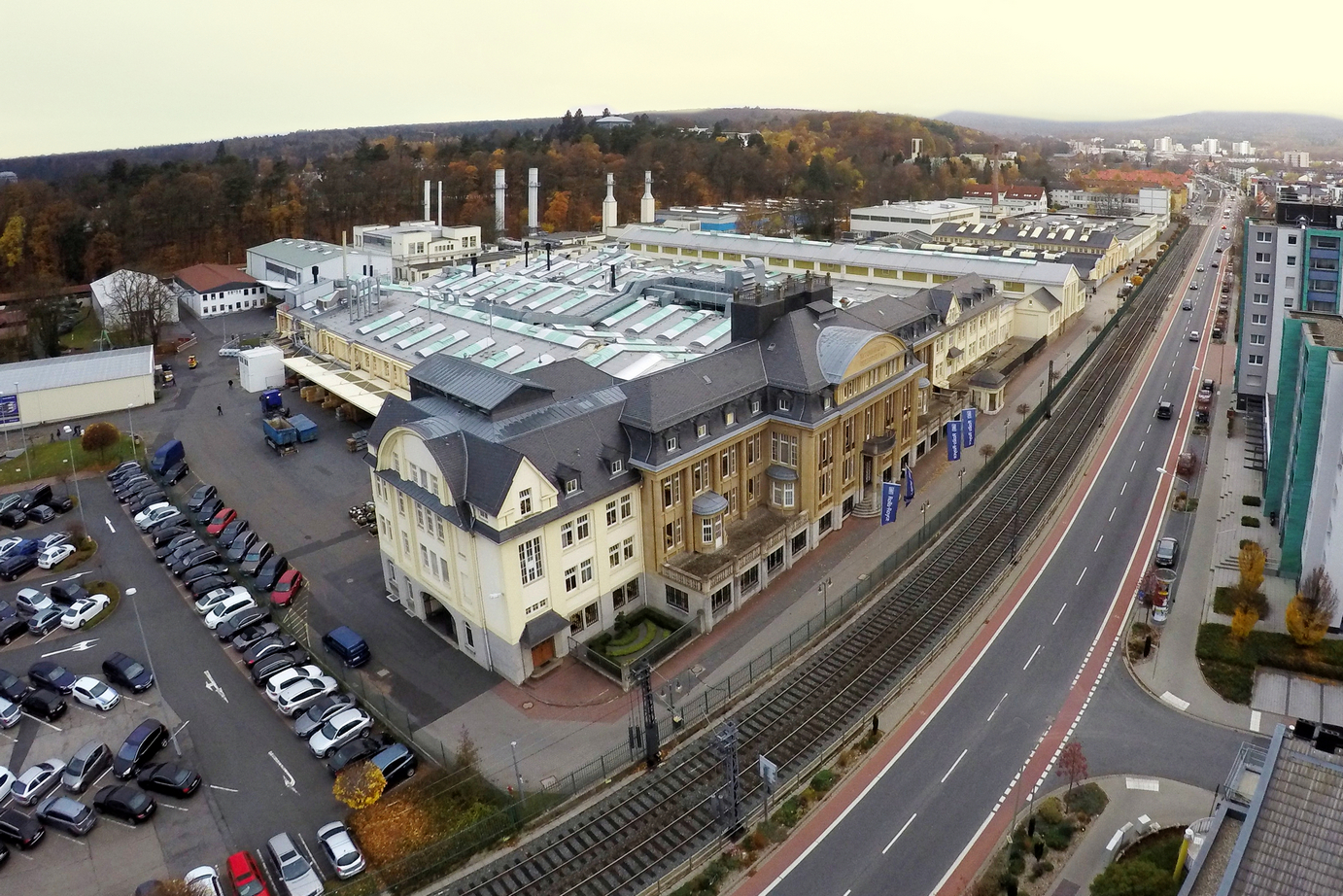
Luftbild Verwaltungsgeb. mit Fertigungshallen Rolls-Royce Deutschland, früher Motorenfabrik

Die Zeit des neobarocken Baustils war vorüber und wurde von der „Architektur der Neuen Sachlichkeit“, dem sogenannten Rationalismus abgelöst. In der langen Geschichte des Oberurseler Werkes wurde viel gebaut, das Verwaltungsgebäude ist bis heute das einzige Gebäude, das auch unter repräsentativen Gesichtspunkten gestaltet, errichtet und ausgestattet wurde. Alle anderen im Laufe der Zeit auf dem Werksgelände errichteten Gebäude waren reine Zweckbauten ohne erkennbaren einheitlichen Baustil.

## Anschluss an den Schienenverkehr

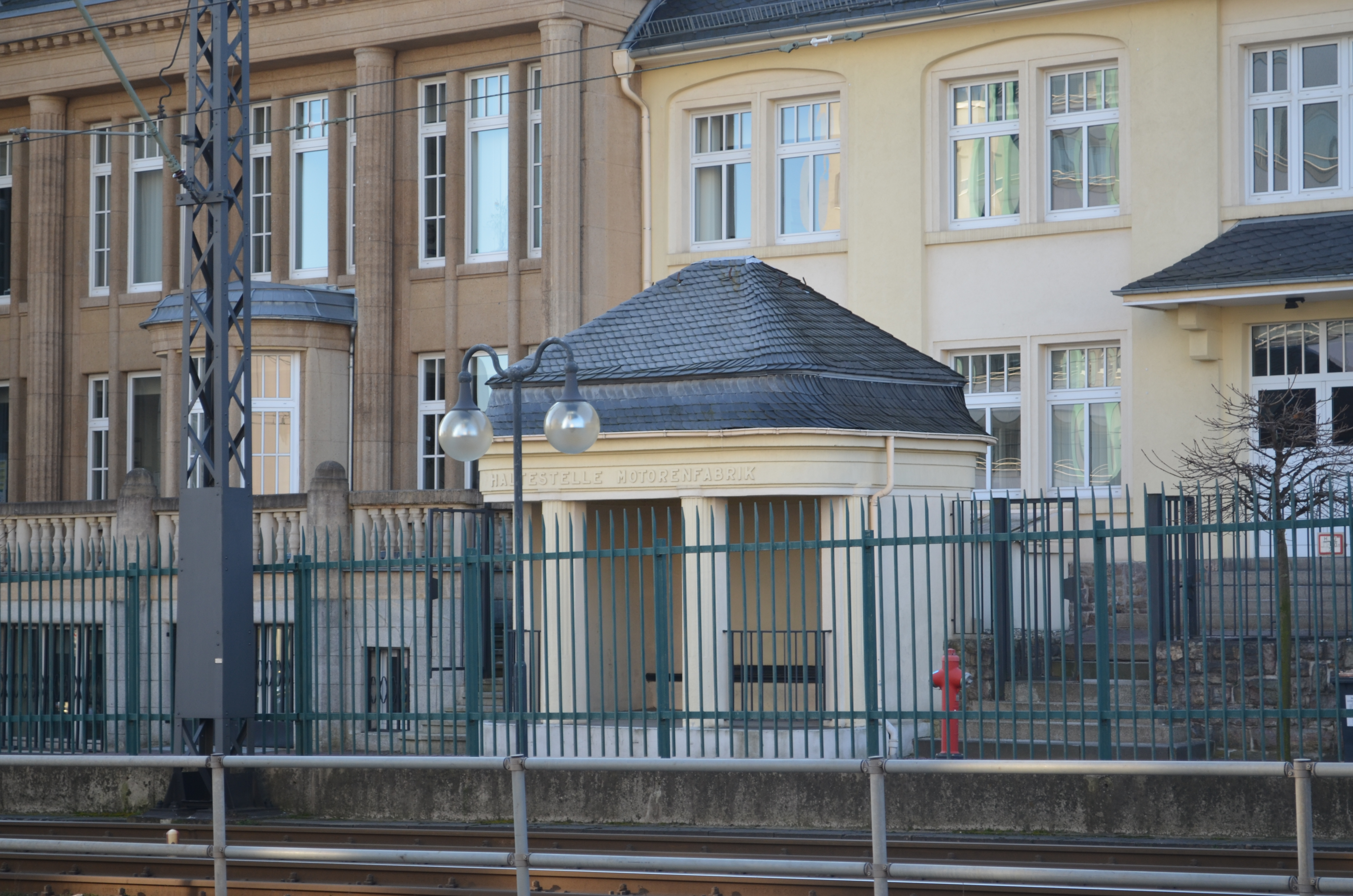
Wartehäuschen „Motorenfabrik“

Nach der Motorenfabrik Oberursel AG war die Haltestelle Motorenfabrik der 1899 eröffneten Gebirgsbahn der Frankfurter Lokalbahn benannt. Die am 31. Mai 1910 für den Personenverkehr in Betrieb genommene Erweiterung der Lokalbahn-Strecke der Linie 24 führte dann vom Frankfurter Schauspielhaus durchgehend bis nach Oberursel-Hohemark. Die am 1. Januar 1955 von der Straßenbahn Frankfurt am Main übernommene Strecke wurde am 27. Mai 1978 in das Netz der Frankfurter U-Bahn integriert. Neben dem Personenverkehr wurde auch der Güterverkehr zum Netz der Deutschen Bundesbahn bis zum 27. Oktober 1981 über diese Strecke abgewickelt. 1989 wurde die Haltestelle Motorenfabrik durch die Haltestelle Lahnstraße ersetzt.